# Hilarella laeta
Hilarella laeta är en tvåvingeart som beskrevs av Villeneuve 1936. Hilarella laeta ingår i släktet Hilarella och familjen köttflugor.
Artens utbredningsområde är Kanarieöarna. Inga underarter finns listade i Catalogue of Life.